# Lotnisko Emden
Port lotniczy Emden (IATA: EME, ICAO: EDWE) – port lotniczy położony 5 km na północny wschód od Emden, w kraju związkowym Dolna Saksonia, w Niemczech.

## Linie lotnicze i połączenia
| Linia Lotnicza                 | Kierunek  |
| ------------------------------ | --------- |
| OFD Ostfriesischer-Flug-Dienst | 1. Borkum |